# Station de biologie des Laurentides
 (juin 2023).
La mise en forme du texte ne suit pas les recommandations de Wikipédia : il faut le « wikifier ».
Les points d'amélioration suivants sont les cas les plus fréquents. Le détail des points à revoir est peut-être précisé sur la page de discussion.
- Les titres sont pré-formatés par le logiciel. Ils ne sont ni en capitales, ni en gras.
- Le texte ne doit pas être écrit en capitales (les noms de famille non plus), ni en gras, ni en italique, ni en « petit »…
- Le gras n'est utilisé que pour surligner le titre de l'article dans l'introduction, une seule fois.
- L'italique est rarement utilisé : mots en langue étrangère, titres d'œuvres, noms de bateaux, etc.
- Les citations ne sont pas en italique mais en corps de texte normal. Elles sont entourées par des guillemets français : « et ».
- Les listes à puces sont à éviter, des paragraphes rédigés étant largement préférés. Les tableaux sont à réserver à la présentation de données structurées (résultats, etc.).
- Les appels de note de bas de page (petits chiffres en exposant, introduits par l'outil «  Source ») sont à placer entre la fin de phrase et le point final[comme ça].
- Les liens internes (vers d'autres articles de Wikipédia) sont à choisir avec parcimonie. Créez des liens vers des articles approfondissant le sujet. Les termes génériques sans rapport avec le sujet sont à éviter, ainsi que les répétitions de liens vers un même terme.
- Les liens externes sont à placer uniquement dans une section « Liens externes », à la fin de l'article. Ces liens sont à choisir avec parcimonie suivant les règles définies. Si un lien sert de source à l'article, son insertion dans le texte est à faire par les notes de bas de page.
- La présentation des références doit suivre les conventions bibliographiques. Il est recommandé d'utiliser les modèles {{Ouvrage}}, {{Chapitre}}, {{Article}}, {{Lien web}} et/ou {{Bibliographie}}. Le mode d'édition visuel peut mettre en forme automatiquement les références.
- Insérer une infobox (cadre d'informations à droite) n'est pas obligatoire pour parachever la mise en page.

Pour une aide détaillée, merci de consulter Aide:Wikification.
Si vous pensez que ces points ont été résolus, vous pouvez retirer ce bandeau et améliorer la mise en forme d'un autre article.
La station de biologie des Laurentides, abrégée SBL est un milieu protégé depuis 1963 contribuant à la formation de scientifiques qualifiés et de citoyens responsables, tout en permettant la tenue de recherches dans un environnement protégé. Il s'agit d'une infrastructure universitaire de recherche et d'enseignement relevant du département de Sciences biologiques, et de la Faculté des arts et des sciences de l'Université de Montréal. Elle accueille depuis plus de 60 ans des chercheurs et étudiants du Québec pour y faire des recherches. De plus, la station n'est pas qu'utilisée par des biologistes, elle sert de lieu de retraite d'écriture aux étudiants de plus de 27 départements différents.

## Description du territoire
D'une superficie de 16,4 km2, le territoire de la station inclus quinze lacs, dont plusieurs utilisés pour la recherche tels que le lac Croche[Lequel ?], le lac Geai, le lac Cromwell et le lac Triton. Ces lacs sont étudiés par le Groupe de recherche inter universitaire en limnologie et en environnement aquatique (GRIL).

## Installations
Les installations de recherche incluent un laboratoire des eaux douces nommé en l'honneur de l'ichtyologiste Étienne Magnin (d) , un laboratoire à proximité du lac Croche nommé en l'honneur du botaniste Jules Brunel et un laboratoire d'enseignement nommé en l'honneur du zoologue Paul Pirlot. De plus, un service d'hôtellerie servant trois repas par jour ainsi qu'un dortoir sont mis à la disposition des étudiants et chercheurs.

## Historique
Le frère Adrien Robert, un prêtre catholique et pionnier en entomologie au Québec est l'un des fondateurs de la SBL. À cette époque, elle est connue sous le nom de Station de biologie de l'Université de Montréal. Il fut le premier directeur de la station de 1962 à 1964.
En 2009, le territoire de la SBL acquiert le statut de réserve de biodiversité « projetée » de la part du gouvernement du Québec,.
En juillet 2023, la station accueillait des artistes venus s'inspirer du travail de chercheurs en écologie aquatique, ce qui culmina par une exposition au Musée d’art contemporain des Laurentides.

## Directeurs
Plusieurs directeurs se sont succédé au fil du temps. Grâce à leur gestion et leur vision, la Station de Biologie des Laurentides a su évoluer jusqu'à sa forme actuelle.
- Adrien Robert (d) ; 1962-1964; Entomologie
- Pierre Jolicoeur (intérim); 1964-1966 ; Biomathématiques, régressions linéaires et relations allométriques chez les mammifères, biométrie.
- Jean-Guy Pilon ; 1966-1976; Entomologie économique et appliquée, Biologie des odonates (demoiselles)
- Pierre-Paul Harper (d) ; 1976-1980; Entomologie et biologie des insectes
- Gérard Pageau (intérim); janvier - août 1980; Ichtyologie, écologie des poissons et du fleuve St-Laurent. Spécialiste des plantes aquatiques.
- Pierre-Paul Harper (d) ; 1980-1986; Entomologie et biologie des insectes
- Roch Carbonneau (intérim); été 1986 ; Endocrinologie des vertèbres
- Jean-Guy Pilon ; 1986-1990; Entomologie économique et appliquée, Biologie des odonates (demoiselles)
- John A. Downing (d)  ; 1990-1995  Limnologie, écologie aquatique, modèles de distribution spatiale et de prédiction de la biomasse, populations et communautés de moules d'eau douce
- Asit Mazumder (d) ; 1995-1999; Limnologie, qualité de l'eau, communautés planctoniques
- Richard Carignan (d) ; 1999-2011; Qualité des eaux de surfaces
- Roxane Maranger (d) ; 2011-2021; Biogéochimie de l'azote et écologie écosystémique
- Houari Sahraoui (intérim); 2021 - 2023
- Colin Favret (d) ; 2023 - ; Entomologie

## Activités de recherche
La Station de Biologie des Laurentides est particulièrement utilisée pour la recherche en entomologie aquatique car Adrien Robert, un de ses fondateurs, était un pionnier de la recherche sur les insectes aquatiques du Québec,,. La majorité des spécimens entomologiques récoltés lors d'activités de recherche à la SBL sont préservés dans la collection Ouellet-Robert.
Elle est aussi utilisée par les chercheurs étudiant les effets du changement climatique sur la quantité de dioxyde de carbone émit par le sol.
De nombreuses études sur la biodiversité et l'écologie des plantes du Québec y sont menée,,. Par exemple, l'espèce Anthoceros agrestis Paton (anthocérote des champs) y a été observée en 2017 pour la première fois au Québec depuis 1959.
En 2013, une étude des fossiles de grains de pollen dans les sédiments du lac Geai «dresse un portrait de l'évolution de la flore des Laurentides lors de la dernière glaciation, rendant ainsi possible une lecture plus exhaustive du paysage de la région».

## Publications
- Harper, P., & Magnin, E. (1969). « Cycles vitaux de quelques Plecopteres des Laurentides (insectes). » Canadian Journal of Zoology, 47(4), 483-494.

- Harper, F., & Magnin, E. (1971). « Emergence saisonnière de quelques éphéméroptères d'un ruisseau des Laurentides ». Canadian Journal of Zoology, 49(9), 1209-1221[16].

- Mélançon, V., Breton, S., Bettinazzi, S., Levet, M., & Binning, S. A. (2023). « Mitochondrial enzyme activities and body condition of naturally infected sunfish (Lepomis gibbosus)». Physiological and Biochemical Zoology, 96(4), 000-000[28].